# Aquifex
Genre
Aquifex est un genre de bactéries, l'un des rares qui appartiennent à l'embranchement des Aquificota. Les deux espèces classées dans ce genre sont A. pyrophilus (en) et A. aeolicus (en).  Elles sont toutes deux hyperthermophiles, se développant au mieux à des températures variant de 85 à 95 °C. Ce sont de véritables bactéries, par opposition aux autres habitants d'environnements extrêmes, les archées.
Les deux espèces connues d'Aquifex sont des bacilles d'une longueur de 2 à 6 µm et d'un diamètre d'environ 0,5 µm. Ce sont des organismes autotrophes à Gram négatif non sporulantes. Aquifex signifie « qui fait de l'eau » en latin et évoque le fait que sa méthode de respiration crée de l'eau. Aquifex tend à former des agrégats qui peuvent compter jusqu'à 100 cellules.
Étant hyperthermophyle, Aquifex croît souvent près de volcans sous-marins ou de sources chaudes. A. aeolicus a besoin d'oxygène pour survivre, mais peut croître dans des milieux où la teneur en oxygène n'est que de  7,5 ppm. A. pyrophilus peut même croître en anaérobie en réduisant l'azote plutôt que l'oxygène. Comme les autres bactéries thermophiles, Aquifex a d'importants usages dans l'industrie.
Le génome d'A. aeolicus a été cartographié avec succès,. Cette cartographie a été facilitée par le fait que la longueur du génome ne mesure que le tiers de celle du génome d'E. coli. La comparaison du génome d'A. aeolicus avec celui d'autres organismes montre qu'environ 16 % de ses gènes proviennent du domaine des archées. Les membres de ce genre passent pour être certains des premiers membres du domaine des eubactéries. 
A. aeolicus a été découvert au nord de la Sicile, tandis qu'A. pyrophilus a d'abord été trouvé juste au nord de l'Islande.

## Liste d'espèces
Selon la LPSN (10 novembre 2022) :
- Aquifex pyrophilus Huber & Stetter 2001 est la seule espèce validement publiée, c'est donc également l'espèce type du genre
- Aquifex aeolicus est une espèce en attente de publication valide